# Kazakly-yatkan
Koordinaten: 41° 49′ 41,2″ N, 60° 43′ 8,7″ O

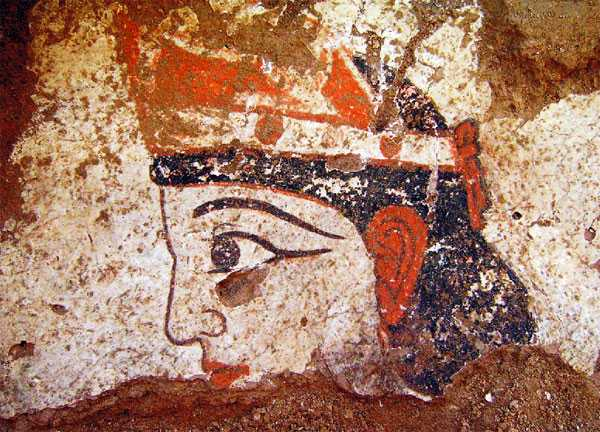
Wandmalerei aus Kazakly-yatkan

Kazakly-yatkan (auch bekannt als Akshahan-Kala) ist eine archäologische Ausgrabungsstätte im heutigen Usbekistan. Es handelt sich um die Reste einer choresmischen Stadt, die ungefähr vom vierten Jahrhundert v. Chr. bis ins zweite Jahrhundert n. Chr. besiedelt war. Die Reste der Stadt bilden ein Rechteck von 630 × 680 m. Die Größe deutet darauf hin, dass es sich hier einst um ein regionales Zentrum handelte. Es gibt Reste von zwei Umfassungsmauern. Eine Mauer umschließt ein etwas kleineres Gebiet mit Innenbebauung im Nordosten der Stadt, während eine zweite Mauer ein größeres Gebiet und auch die andere Mauer einfasst. Diese Mauer wurde später gebaut. Die Mauern sind aus Lehmziegeln errichtet und waren einst mindestens 10 Meter hoch.
Innerhalb der kleineren Umfassung konnte eine Zitadelle ausgegraben werden. Dort fanden sich in einem Gang zahlreiche Wandmalereien mit der Darstellung von Porträts.
Der Ort wird von einem usbekisch-australischen Team untersucht.